# Come Home the Kids Miss You
Come Home the Kids Miss You — второй студийный альбом американского рэпера Джека Харлоу, вышедший 6 мая 2022 года на лейблах Generation Now, Atlantic Records. Над созданием альбома работали многие продюсеры, включая самого Харлоу, Фаррелла Уильямса, Роджета Чахайеда, Charlie Handsome, FnZ, Boi-1da, JetsonMade, Oz, Тимбалэнда и других. В альбоме можно услышать выступления Уильямса, Дрейка, Джастина Тимберлейка и Лил Уэйна. Поддержанный насыщенным продюсированием, альбом состоит из размышлений Харлоу о вновь обретённой славе, отношениях с женщинами и его стремлении к доминированию в музыке.
Перед альбомом Come Home the Kids Miss You вышли лид-сингл «Nail Tech» и сингл, занявший первое место в чартах «First Class». Альбом получил смешанные отзывы критиков, которые высоко оценили качество его производства, но раскритиковали его лирическую составляющую и отсутствие характера. Несмотря на это, альбом имел коммерческий успех, попав в топ-10 чартов в 13 странах. Дебютировав на третьем месте в американском чарте Billboard 200, он заработал 113 000 эквивалентных альбому единиц за первую неделю и стал самым успешным альбомом Харлоу за всю его карьеру.

## Отзывы
| Совокупная оценка | Совокупная оценка |
| Источник          | Оценка            |
| ----------------- | ----------------- |
| AnyDecentMusic?   | 4.8/10            |
| Metacritic        | 51/100            |
| Оценки критиков   |                   |
| Источник          | Оценка            |
| AllMusic          | [ 7 ]             |
| Clash             | 6/10              |
| NME               | [ 9 ]             |
| Pitchfork         | 2.9/10            |
| Rolling Stone     | [ 11 ]            |

Come Home the Kids Miss You получил в целом смешанные отзывы от музыкальных критиков. На сайте Metacritic, который присваивает нормализованный рейтинг из 100 баллов рецензиям мейнстримных критиков, альбом получил средний балл 51, что означает «смешанный или средний» приём на основе 9 рецензий.
Написавший рецензию для Variety, А. Д. Амороси дал альбому положительную рецензию, написав, что Харлоу «улучшает хорошую вещь» и «находит пьянящий музыкальный эликсир». Моси Ривз из Rolling Stone дал более смешанную рецензию, отметив, что Харлоу «не кажется заинтересованным в чём-то большем, чем доминирование в чартах» и что то, что Харлоу пытается сказать, является «нерешённым вопросом»". Andree Gee из того же издания охарактеризовал его как «недостаточно впечатляющий».
Кьянн-Сиан Уильямс из NME посчитала, что альбом «не содержит кучу выдающихся треков, вместо этого он насыщен наполнителем между его нокаутирующими синглами, такими как „First Class“», и закончила свою рецензию словами: «Вы найдёте жемчужину или две здесь и там, но долговечность этой коллекции сомнительна». Робин Мюррей из Clash высказал мнение, что альбом «начинается в впечатляющем стиле», но «середина увязает в формулах», при этом высоко оценив приглашённых артистов. AllMusic также написал, что «Звучание Come Home the Kids Miss You отполировано и готово к масштабному уровню мирового коммерческого успеха, к которому Харлоу шёл, но трудно найти много сути под дорогим блеском», и что «потоки Харлоу неизменны, а его личность выглядит одномерной. Лирические штампы оказываются плоскими, а расплывчатые темы тяжёлого пути Харлоу к успеху или его различных сексуальных подвигов бесцельно крутятся из песни в песню».
Мэтью Штраус из Pitchfork дал отрицательную рецензию, назвав альбом «одним из самых бессодержательных, бессодержательных заявлений в новейшей истории поп-музыки» и отметив, что альбом «неполноценен, ему не хватает выдающихся мелодий или захватывающих ритмов» и что Харлоу «не струится замысловато и не пишет впечатляюще, поп-звезда, которой трудно самостоятельно нести песню».

## Коммерческий успех
Альбом «Come Home the Kids Miss You» дебютировал на третьем месте в Billboard 200 (США), заработав за первую неделю 113 000 эквивалентных альбому единиц (включая 8 000 продаж чистого альбома). Он стал вторым дебютом Харлоу в топ-5 чарта США. Альбом также собрал 137,05 миллионов официальных стриминговых потоков песен альбома.

## Список композиций
| №                   | Название                                      | Автор(ы) | Продюсеры | Длительность |
| ------------------- | --------------------------------------------- | --- | --- | ------------ |
| 1.                  | «Talk of the Town»                            | Jackman Harlow Rogét Chahayed José Velazquez Nickie Jon Pabón Dawoyne Lawson Douglas Ford Robert Fusari Vincent Herbert Calvin Gaines Mary Brown                                                          | Jack Harlow Chahayed BabeTruth Pabón 2forWoyne                                                                                              | 1:22         |
| 2.                  | «Young Harleezy»                              | J. Harlow Chahayed Velazquez Pabón Ryan Vojtesak Lawson Nathan Ward II Ford Lamont Coleman Edwin Turner                                                                                                   | J. Harlow Chahayed BabeTruth Pabón Charlie Handsome 2forWoyne Nemo Achida                                                                   | 3:44         |
| 3.                  | «I'd Do Anything to Make You Smile»           | J. Harlow Matthew Samuels Chahayed Bobby Turner Jr. Velazquez Pabón Vojtesak Lawson Ward Kensey Rankin Dorian Washington                                                                                  | J. Harlow Boi-1da Chahayed Bobby Kritical BabeTruth Pabón Charlie Handsome 2forWoyne Nemo Achida                                            | 3:13         |
| 4.                  | «First Class»                                 | J. Harlow Chahayed Velazquez Vojtesak Jasper Harris Pabón Micaiah Raheem Ford Stacy Ferguson Christopher Bridges Jamal Jones Will Adams Elvis Williams                                                    | J. Harlow Chahayed BabeTruth Charlie Handsome Harris                                                                                        | 2:54         |
| 5.                  | «Dua Lipa»                                    | J. Harlow Chahayed Michael Mulé Isaac De Boni Federico Vindver Velazquez Lawson Harris Ward Pabón Ford | J. Harlow Chahayed FnZ Vindver BabeTruth 2forWoyne Harris Nemo Achida                                                                       | 2:15         |
| 6.                  | «Side Piece»                                  | J. Harlow Chahayed Tyler Acord Velazquez Lawson Kameron Cole Marco Bernardis Ishmail Wells Ford Calvin Broadus Jr. Pharrell Williams Chad Hugo                                                            | J. Harlow Chahayed Lophiile BabeTruth 2forWoyne Hollywood Cole Marco Dutchboy                                                               | 3:54         |
| 7.                  | «Movie Star» (при участии Фаррелла Уильямса)  | J. Harlow Williams Chahayed Velazquez Ward | J. Harlow Williams Chahayed BabeTruth | 2:22         |
| 8.                  | «Lil Secret»                                  | J. Harlow Chahayed Velazquez Nima Jahanbin Paimon Jahanbin Charlene Keys Craig Brockman Nisan Stewart | J. Harlow Chahayed BabeTruth Wallis Lane Mikewavvs                                                                                          | 2:09         |
| 9.                  | «I Got a Shot»                                | J. Harlow Samuels Tahj Morgan Chahayed Colin Franken Velazquez Vojtesak Harris Ward Michael Hernandez Tobias Wincorn Clayborn Harlow Pabón Walter De Backer Luiz Bonfá                                    | J. Harlow Boi-1da JetsonMade Chahayed Timbaland Frankie Bash BabeTruth Charlie Handsome Harris Nemo Achida Foreign Teck Wincorn Clay Harlow | 2:18         |
| 10.                 | «Churchill Downs» (при участии Дрейка)        | J. Harlow Aubrey Graham Samuels Tahrence Brown Ryan Bakalarczyk Alex Ernewein Chahayed Velazquez | Boi-1da Audi BEDRM Ace G | 5:09         |
| 11.                 | «Like a Blade of Grass»                       | J. Harlow Chahayed Harris Velazquez Ward N. Jahanbin P. Jahanbin Ford | J. Harlow Chahayed Harris BabeTruth Nemo Achida Wallis Lane                                                                                 | 2:06         |
| 12.                 | «Parent Trap» (при участии Justin Timberlake) | J. Harlow Justin Timberlake Chahayed Timothy Mosley Velazquez N. Jahanbin P. Jahanbin Lawson Michael Washington Jr.                                                                                       | J. Harlow Chahayed Timbaland BabeTruth Wallis Lane 2forWoyne Mikewavvs                                                                      | 3:10         |
| 13.                 | «Poison» (при участии Lil Wayne)              | J. Harlow Dwayne Carter Jr. Chahayed Ozan Yildirim Leon Thomas III John Mayer Velazquez Vojtesak Harris Ward Tyree Simmons Ford Elliot Straite Jordan Houston Paul Beauregard Chad Butler Bernard Freeman | J. Harlow Chahayed Oz Thomas Mayer BabeTruth Charlie Handsome Harris Nemo Achida                                                            | 3:42         |
| 14.                 | «Nail Tech»                                   | J. Harlow Chahayed Samuels Jahaan Sweet Scotty Coleman Velazquez Amir Sims Montez Jones Ford | Chahayed Boi-1da Sweet Coleman BabeTruth Fierce Mayer [a]                                                                                   | 3:26         |
| 15.                 | «State Fair»                                  | J. Harlow Chahayed Darryl Clemons Velazquez Ward | J. Harlow Chahayed Pooh Beatz BabeTruth Nemo Achida                                                                                         | 3:14         |
| Общая длительность: | Общая длительность:                           | Общая длительность: | Общая длительность: | 45:04        |

### Замечания
- ↑  дополнительный продюсер
- «Young Harleezy» с участием бэк-вокала от Snoop Dogg
- «I’d Do Anything to Make You Smile» с участием бэк-вокала от Sir Chloe[15]
- «Churchill Downs» с участием бэк-вокала от Myriam Eydo[16]
- «Parent Trap» с участием бэк-вокала от Timbaland
- «Poison» и «State Fair» с участием бэк-вокал от DJ Drama

Сэмплы
- «Talk of the Town» содержит семплы из песни «No, No, No» (Destiny's Child и Wyclef Jean.
- «First Class» содержит семплы из песни «Glamorous» (Ферги при участии Ludacris).
- «I Got a Shot» содержит семплы из песни «Somebody That I Used to Know», написанной Walter De Backer, и исполненной Gotye при участии Kimbra.

## Чарты
| Чарт (2022)                           | Высшая позиция |
| ------------------------------------- | -------------- |
| Австралия (ARIA)                      | 2              |
| Австрия (Ö3 Austria)                  | 5              |
| Бельгия/Фландрия (Ultratop)           | 14             |
| Бельгия/Валлония (Ultratop)           | 48             |
| Канада Canadian Albums (Billboard)    | 1              |
| Дания (Hitlisten)                     | 1              |
| Нидерланды (Album Top 100)            | 3              |
| Финляндия (Suomen virallinen lista)   | 2              |
| Франция (SNEP)                        | 61             |
| Германия (Offizielle Top 100)         | 15             |
| Ирландия (Irish Albums Chart)         | 3              |
| Италия (Classifica album)             | 38             |
| Литва (AGATA)                         | 1              |
| Новая Зеландия (RMNZ)                 | 1              |
| Норвегия (VG-lista)                   | 2              |
| Испания (PROMUSICAE)                  | 41             |
| Швеция (Sverigetopplistan)            | 8              |
| Швейцария (Schweizer Hitparade)       | 7              |
| Великобритания (UK Albums Chart)      | 4              |
| Великобритания (UK R&B Albums Chart)  | 6              |
| США Billboard 200                     | 3              |
| СШАTop R&B/Hip-Hop Albums (Billboard) | 2              |

| Чарт (2022)                            | Позиция |
| -------------------------------------- | ------- |
| Австралия (ARIA)                       | 84      |
| Канада (Billboard)                     | 40      |
| Нидерланды (Album Top 100)             | 87      |
| Литва (AGATA)                          | 81      |
| Новая Зеландия (RMNZ)                  | 46      |
| США Billboard 200                      | 76      |
| США Top R&B/Hip-Hop Albums (Billboard) | 36      |

## Сертификации
| Регион                                                                      | Сертификация | Продажи |
| --------------------------------------------------------------------------- | ------------ | ------- |
| Канада (Music Canada)                                                       | Платиновый   | 80 000  |
| Дания (IFPI Danmark)                                                        | Золотой      | 10 000  |
| США (RIAA)                                                                  | Золотой      | 500 000 |
| Данные о продажах + прослушиваниях приведены только на основе сертификации. |              |         |